# えぐら開運堂
『えぐら開運堂』（えぐらかいうんどう）は、2003年10月3日から2005年9月30日までテレビ東京系列で毎週金曜日の深夜に放送されていた、悩みごとの解決をテーマにしたバラエティ番組である。

## 番組概要
司会はネプチューンの名倉潤と、スピリチュアルカウンセラーの江原啓之。アシスタントはテレビ東京アナウンサーの前田真理子。
ちなみに、番組タイトルの『えぐら』は司会とカウンセラーの苗字（姓）の漢字読みを1字分ずつつなぎ合わせて造語にしたものである。
悩みを持つ女性視聴者をスタジオに招き、江原が霊視したうえでアドバイスするという番組であった。
江原が最後に視聴者へ向けるメッセージは「幸運を引き寄せられるか、否か、それはあなた次第です。」だった。
2005年10月から深夜ドラマ枠『ドラマ24』（第1作は「嬢王」）が開始するのに伴い終了。

## スタッフ
- 構成：むらこし豪昭、桑嶋美和、藤井やすひろ
- リサーチ：ニューズクリエイト
- TD (テクニカルディレクター)：三原正弘（テレビ東京）
- VE (ビデオエンジニア)：葛西雅弘（テレビ東京）
- カメラマン：菊地祐介（テレビ東京）
- 照明：小林瑞雪（テレビ東京アート）
- 音声：西山恵美子（テレビ東京）
- 音効：塩谷弘樹
- 編集：原健一郎（テレテックメディアパーク）→ 大関秀雄（麻布プラザ）
- MA：植木俊彦（テレテックメディアパーク）→ 蜂谷博（麻布プラザ）
- 美術デザイン：本橋智子（テレビ東京アート）
- スタイリスト：興津靖江
- ディレクター：望月由美子、川口扶展(Tong Tong)
- プロデューサー：重定菜子（テレビ東京）、大和田宇一（ワタナベエンターテインメント）、吉野正夫(Tong Tong)
- 音楽協力：テレビ東京ミュージック
- 制作協力：ワタナベエンターテインメント、Tong Tong
- 製作著作：テレビ東京

## ネット局と放送時間
| 地域           | 放送局               | 系列           | 放送曜日と時間                | 放送日遅れ             |
| -------------- | -------------------- | -------------- | ----------------------------- | ---------------------- |
| 関東広域圏     | テレビ東京（制作局） | テレビ東京系列 | 毎週金曜 深夜0時12分～0時53分 | －                     |
| 北海道         | テレビ北海道(TVH)    | テレビ東京系列 | 毎週金曜 深夜0時12分～0時53分 | －                     |
| 岡山県・香川県 | テレビせとうち(TSC)  | テレビ東京系列 | 毎週金曜 深夜0時12分～0時53分 | －                     |
| 福岡県         | TVQ九州放送          | テレビ東京系列 | 毎週金曜 深夜0時12分～0時53分 | －                     |
| 愛知県         | テレビ愛知(TVA)      | テレビ東京系列 | 毎週金曜 深夜0時12分～0時53分 | －                     |
| 大阪府         | テレビ大阪(TVO)      | テレビ東京系列 | 毎週月曜 深夜0時12分～0時53分 | 24日遅れ               |
| 宮城県         | 東北放送(TBC)        | TBS系列        | 毎週月曜 深夜1時25分～2時05分 | 17日遅れ               |
| 山形県         | テレビユー山形(TUY)  | TBS系列        | 毎週月曜 深夜1時55分～2時35分 | 2004年10月11日打ち切り |
| 長野県         | 信越放送(SBC)        | TBS系列        | 毎週金曜 深夜1時35分～2時15分 | 14日遅れ               |
| 新潟県         | テレビ新潟(TeNY)     | 日本テレビ系列 | 毎週金曜 深夜1時39分～2時19分 | 21日遅れ               |
| 鳥取県・島根県 | 日本海テレビ(NKT)    | 日本テレビ系列 | 毎週金曜 深夜1時14分～1時55分 | 途中打ち切り           |
| 愛媛県         | 南海放送(RNB)        | 日本テレビ系列 | 毎週月曜 深夜0時20分～1時     | 17日遅れ               |
| 沖縄県         | 琉球放送(RBC)        | TBS系列        | 毎週金曜 昼14時～14時40分     | 161日遅れ              |